# Man Up
Man Up (llamada Amor sin cita previa en España y Atrévete en Hispanoamérica) es una comedia romántica británico-francesa de 2015, dirigida por Ben Palmer y escrita por Tess Morris. La cinta se centra en Nancy (Lake Bell), una periodista de 34 años con problemas románticos y en Jack (Simon Pegg), un hombre divorciado de 40 años que confunde a Nancy con su cita a ciegas. El filme fue estrenado el 13 de noviembre de 2015.

## Sinopsis
En Man Up, conoce a Nancy, una mujer de 34 años que todavía permanece soltera y está cansada de lo que le imponen sus amigas, aunque sea de un modo bien intencionado.
Mientras ella viaja a través de Londres para celebrar otros 10 años de matrimonio de sus padres, Nancy se cruza con Jack, un divorciado de 40 años que piensa que ella es su cita a ciegas de 24 años. Será una caótica noche que ninguna de los dos olvidará. Habrá mentiras y verdades, antiguos compañeros de clase enamorados, acosadores y el pequeño detalle de Jack al enterarse de que Nancy no es en realidad su cita a ciegas y que tiene 34 años.

## Argumento
Nancy (Lake Bell) se encuentra en una crisis emocional después de un romance fallido. Sus amigos y familiares tratan de convencerla para conocer gente nueva pero sus últimos intentos han fracasado. Al viajar para el Aniversario de sus padres conoce a Jessica (Ophelia Lovibond); una chica extrovertida que le invita a leer "6 Millones de personas y Tu". Jessica le comenta de su cita y le regala el libro, Nancy intenta devolvérselo pero como está parada bajo el reloj con el libro en sus manos, encuentra a Jack (Simon Pegg) y la confunde con su cita a ciegas. Nancy y Jack (que en el momento piensa que sale con Jessica) tienen una cita amena, toman unos tragos en un peculiar bar; juegan bolos y todo va perfecto.
La trama cambia cuando Sean (Rory Kinnear), un excompañero de Nancy, la extorsiona para no contarle la verdad a Jack. Ella sigue su juego y Jack los descubre en una situación comprometedora. Nancy le dice la verdad acerca de quien es, sus años, su razones; a lo cual Jack piensa que es una idea descabellada. Jack tiene una idea de Jessica (Es una Triatleta de 24 años que trabaja en la ciudad) y discute por la probable compatibilidad entre ellos.  Posteriormente se encuentran con Hilary (exesposa de Jack interpretada por Olivia Williams) y Ed (Amante de Hillary interpretado por Stephen Campbell Moore). 
Jack suplica a Nancy que lo ayude a realizar un "Cierre", pero después de una noche ajetreada ambos terminan su cita errónea y Jack se va a ver Jessica y Nancy va al aniversario de sus padres. Al llegar Nancy se da cuenta de que eso fue lo que siempre buscó para ella, al igual que en su cita Jack se da cuenta de que ella era la chica indicada. Jack se despide de Jessica y busca a Sean para encontrar a Nancy quien lo lleva al lugar correcto pero no a la dirección indicada, Jack busca ayuda de unos jóvenes en una fiesta mientras Sean tiene su soñada cita con Nancy en su casa. Nancy da el discurso donde explica los hechos del día y termina diciendo que afuera hay algo para ella, en ese momento aparece en la ventana Jack. Él se arriesga a decirle lo que piensa y lo que siente entonces Nancy lo acepta.

## Reparto
| Personajes | Actores                |
| ---------- | ---------------------- |
| Nancy      | Lake Bell              |
| Jack       | Simon Pegg             |
| Sean       | Rory Kinnear           |
| Elaine     | Sharon Horgan          |
| Bert       | Ken Stott              |
| Fran       | Harriet Walter         |
| Hilary     | Olivia Williams        |
| Ed         | Stephen Campbell Moore |
| Adam       | Paul Thornley          |
| Jessica    | Ophelia Lovibond       |
| Daniel     | Henry Lloyd-Hughes     |
| Harry      | Dean-Charles Chapman   |
| Ryan       | Robert Wilfort         |
| Hen        | Joanna Finata          |
| Dom        | Keir Charles           |